# Anatoliadelphyidae
Anatoliadelphyidae — вимерла родина метатерійних ссавців, ендемічна для террейну Понтіда (що є частиною сучасної Анатолії) протягом середнього еоцену (лютет), приблизно 43 мільйони років тому, коли террейн утворив острівну сушу з острівним ендеміком фауна, яка включала також герпетотерієвих і полідолопіморфних метатеріїв, а також архаїчних плевраспідотерієвих копитних і загадкових комахоїдних..